# Línea de sucesión presidencial de Colombia
La línea de sucesión presidencial de Colombia es el mecanismo mediante el cual algunos miembros del gabinete de la Rama Ejecutiva pueden ejercer las funciones de presidente de Colombia si el mandatario titular queda incapacitado, muere, renuncia o es destituido. La línea de sucesión está determinada por la Constitución colombiana y leyes específicas. La sucesión comprende al vicepresidente y luego los ministros en su respectivo orden de precedencia. El gabinete tiene actualmente diecinueve integrantes.

## Línea de sucesión
La Constitución de Colombia establece que la primera persona en el orden sucesorio presidencial es el vicepresidente. Si dicho cargo está vacante, las funciones presidenciales serán asumidas por un ministro en el orden de precedencia establecido por el Artículo 17 de la Ley 1444 de 2011, el Artículo 20 de la Ley 2162 de 2021 y el Artículo 15 de la Ley 2281 de 2023. Según el Artículo 203 de la Constitución, quien reemplace al presidente, debe pertenecer a su mismo partido o movimiento y ejercerá la presidencia hasta cuando el Congreso, por derecho propio, dentro de los treinta días siguientes a la fecha en que se produzca la vacancia presidencial, elija a un nuevo Vicepresidente, quien tomará posesión como Presidente de la República para completar el período en curso.

## Línea actual
| Línea sucesoria presidencial | Línea sucesoria presidencial | Foto | En el cargo         | Partido político / Coalición                     | Sucesión   | Ausencia presidencial por viajes al exterior |
| ---------------------------- | ---------------------------- | ---- | ------------------- | ------------------------------------------------ | ---------- | -------------------------------------------- |
| 1                            | Vicepresidenta               |      | Francia Márquez     | Soy Porque Somos - (Pacto Histórico)             | Permanente | No                                           |
| 2                            | Ministro del Interior        |      | Armando Benedetti   | Colombia Humana - (Pacto Histórico)              | Temporal   | Sí (Ministro delegatario)                    |
| 3                            | Ministro de Salud            |      | Guillermo Jaramillo | Colombia Humana - (Pacto Histórico)              | Temporal   | Sí (Ministro delegatario)                    |
| 4                            | Ministro de Energía          |      | Edwin Palma         | Polo Democrático Alternativo - (Pacto Histórico) | Temporal   | Sí (Ministro delegatario)                    |
| 5                            | Ministro de Educación        |      | Daniel Rojas        | Colombia Humana - (Pacto Histórico)              | Temporal   | Sí (Ministro delegatario)                    |
| 6                            | Ministra de Vivienda         |      | Helga Rivas         | Colombia Humana - (Pacto Histórico)              | Temporal   | Sí (Ministro delegatario)                    |
| 7                            | Ministro de Igualdad         |      | Carlos Rosero       | Soy Porque Somos - (Pacto Histórico)             | Temporal   | Sí (Ministro delegatario)                    |